# Gomes Eanes de Zurara
Gomes Eanes de Zurara (1410 – 1474), também grafado como Gomes Eanes de Azurara, foi cronista-mor do Reino de Portugal, guarda-conservador da Livraria Real, depois de Fernão Lopes e, de 1454 a 1474, foi guarda-mor da Torre do Tombo.
É perceptível nas suas obras a atenção dada à nobreza próxima do rei D. Afonso V, aos seus "feitos heróicos" e a de minimizar a ação de nobres que deveriam ser esquecidos, ou postos nas sombras, como o infante D. Pedro de Coimbra e seus seguidores.

## Biografia
Cerca de 1440, ele teve acesso à corte por conta de sua proximidade a Fernão Lopes e a Mateus de Pisano, humanista italiano que foi preceptor de D. Afonso V. Em 1449, recebeu uma encomenda do monarca D. Afonso V e começou a escrever sua primeira crónica.
Em 1451, foi nomeado guarda-conservador da Livraria Real e em 1454 substituiu Fernão Lopes (1385–1459) como guarda-mor da Torre do Tombo e cronista régio. Alguns autores esguardam esta substituição como tendo sido politicamente motivada, dadas as afeições políticas de Fernão Lopes que, depois da Batalha de Alfarrobeira (1449), deixaram de ser as dominantes.
Zurara também foi agraciado com o título de cavaleiro e comendador da Ordem de Cristo por D. Henrique, governador desta ordem militar de 1420 até 1460 –, além de ser cavaleiro da casa do próprio rei D. Afonso V, mesmo que o seu nome não conste dentre o rol dos moradores do paço real.
Em 1467 deslocou-se a Alcácer Ceguer, com o fim de completar a sua crónica do conde D. Duarte de Meneses. Nas suas crónicas, sem deixar de ser probo, fixa-se na apreciação das grandes figuras, espelhando heroísmo e feitos paradigmáticos, exaltando o valor das épicas personagens de que se ocupa. Nos seus escritos, reflectindo o ambiente subsequente ao encontro de Alfarrobeira, Zurara está para o seu antecessor, Fernão Lopes, como a crónica dos heróis estará para a crónica de um povo.

## Obra
- 1450 - "Cronica del Rei D. Joam I de boa memória. Terceira parte em que se contam a Tomada de Ceuta" (Lisboa, 1644)
- 1453 - "Cronica do Descobrimento e Conquista da Guiné", também chamada «Crónica dos Feitos da Guiné» (Paris, 1841)
- 1463 - "Cronica do Conde D. Pedro de Menezes" (in Inéditos de Historia Portugueza, vol. II. Lisboa, 1792)
- 1468 - "Cronica do Conde D. Duarte de Menezes" (in Inéditos de Historia Portugueza, vol. III. Lisboa, 1793)

### Crónica dos Feitos da Guiné
A “Crónica dos feitos da Guiné” de Zurara é a fonte histórica primacial, que sustenta a concepção moderna que se urde do infante D. Henrique e do período do henriquino dos Descobrimentos, compreendido entre 1434 e 1448. A obra foi encomendada pelo próprio infante D. Henrique, pelo que lhe é sobremaneira lisonjeira, o que não inspira grandes visos de imparcialidade, aos olhos dos historiadores modernos. Não obstante, à mingua de outras fontes históricas disponíveis, a obra de Zurara continua a ser tanto objecto de estudo, como sustentáculo de fundamentação de muito historiadores modernos.

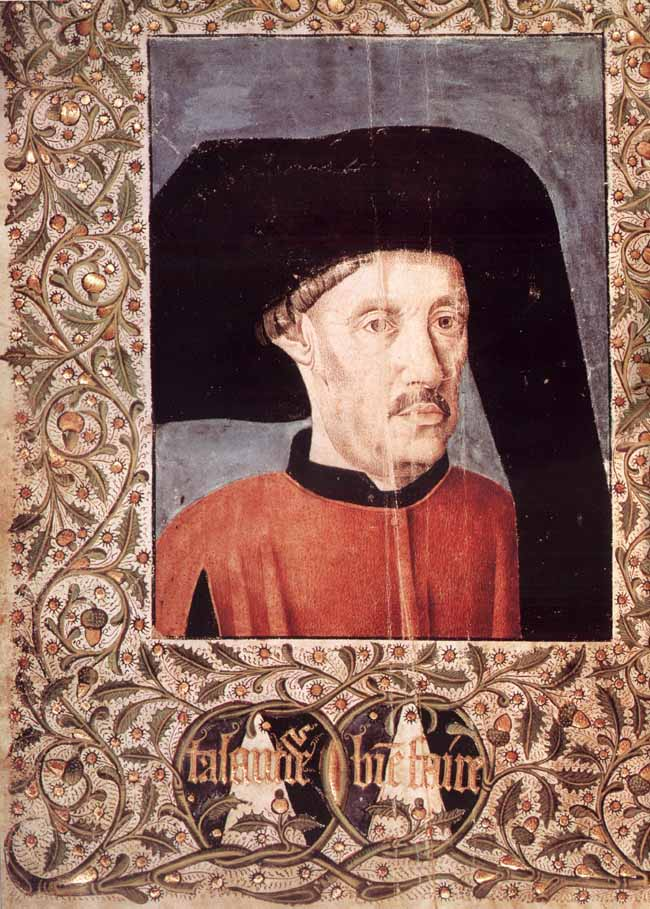
Frontispício da Crónica dos Feitos de Guiné (códice de Paris)

Zurara terá feito menção de se ter baseado nos relatos das expedições constantes de um manuscrito compilado por um suposto Afonso Cerveira, no entanto nunca foi encontrado nenhum exemplar desse relato original. Em todo o caso, o historiador Avelino Teixeira da Mota tinha a convicção que Duarte Pacheco Pereira poderá ter tido acesso a fontes alheias a Zurara, pelo que se concebe a possibilidade de os manuscritos originais de António Cerveira ainda existirem nos arquivos, por torno de 1507 a 1510. Todavia, de acordo com João de Barros, em 1552 já se teria perdido esse manuscrito original. Por seu turno, a crónica de Zurara foi conservada, às esconsas do olhar público, durante séculos. Com efeito, até à publicação em 1552 da “Primeira Década da Ásia”, de João de Barros, não havia quaisquer obras publicadas a respeito dos descobrimentos henriquinos, salvo dois livros de memórias, redigidos por Alvise Cadamosto e publicados inicialmente em Itália em 1507.
João de Barros afirmou ter exarado a sua obra de 1552, baseando-se numa cópia do manuscrito das crónicas de Zurara, que encontrara, avulso, nos arquivos. Porém, pouco mais de uma década depois, em 1567, Damião de Góis deu conta do desaparecimento do manuscrito das crónicas de Zurara. Seguiu-se uma caça à cópia desse manuscrito, que saiu gorada. Na década de 1540, o clérigo espanhol Bartolomeu de las Casas terá dado a entender que tinha uma cópia das crónicas de Zurara, contudo, nunca se chegou a aferir se isso seria verdade.
Foi só em 1839 que se descobriu uma cópia intacta e em formidável estado de conservação das crónicas de Zurara, guardada na Real Biblioteca de Paris (hodiernamente Biblioteca Nacional da França), mercê dos esforços de Ferdinand Denis. É de assinalar que, nesta cópia descoberta em Paris (crismada o "códice de Paris"), está incluído um frontispício com o retrato de um homem de bigode ralo, de chapeirão borgonhês encasquetado, que se presumiu de imediato tratar-se do infante D. Henrique (principalmente tendo em conta que, até então, ainda não se havia identificado qualquer representação gráfica do infante).
Luís António de Abreu e Lima (Visconde de Carreira) fora indigitado, pela coroa portuguesa, como enviado extraordinário, para representar o reino português em França, nesta altura. Luís de Abreu e Lima terá, então, diligenciado pela primeira publicação da crónica de Zurara, já em 1841, prefaciada e anotada por Manuel Francisco de Macedo Leitão e Carvalhosa (Visconde de Santarém).
A publicação obteve muito significativa tiragem de vendas, nacionais e internacionais, especialmente tendo em conta que, à data, os atritos diplomáticos entretidos por Portugal, França e Inglaterra, em relação à ocupação dos territórios da África Ocidental, eram muito badalados, tendo vindo em 1885 a culminar na realização da conferência de Berlim. O visconde de Santarém ter-se-á valido da obra para justificar o precedente histórico da presença portuguesa nesses territórios em África.
Uma segunda cópia do manuscrito foi descoberta pouco depois, em 1845, por Johann Andreas Schmeller na Biblioteca Estadual da Baviera, em Munique, incluída num acervo de relatos sortidos de expedições portuguesas, compilado em 1508 pelo tipógrafo alemão Valentinus Moravus (conhecido em Portugal sob o nome de Valentim Fernandes), que se teria fixado em Lisboa. No entanto, esta versão encontrava-se eivada de excertos truncados.

## Historiografia moderna e controvérsias

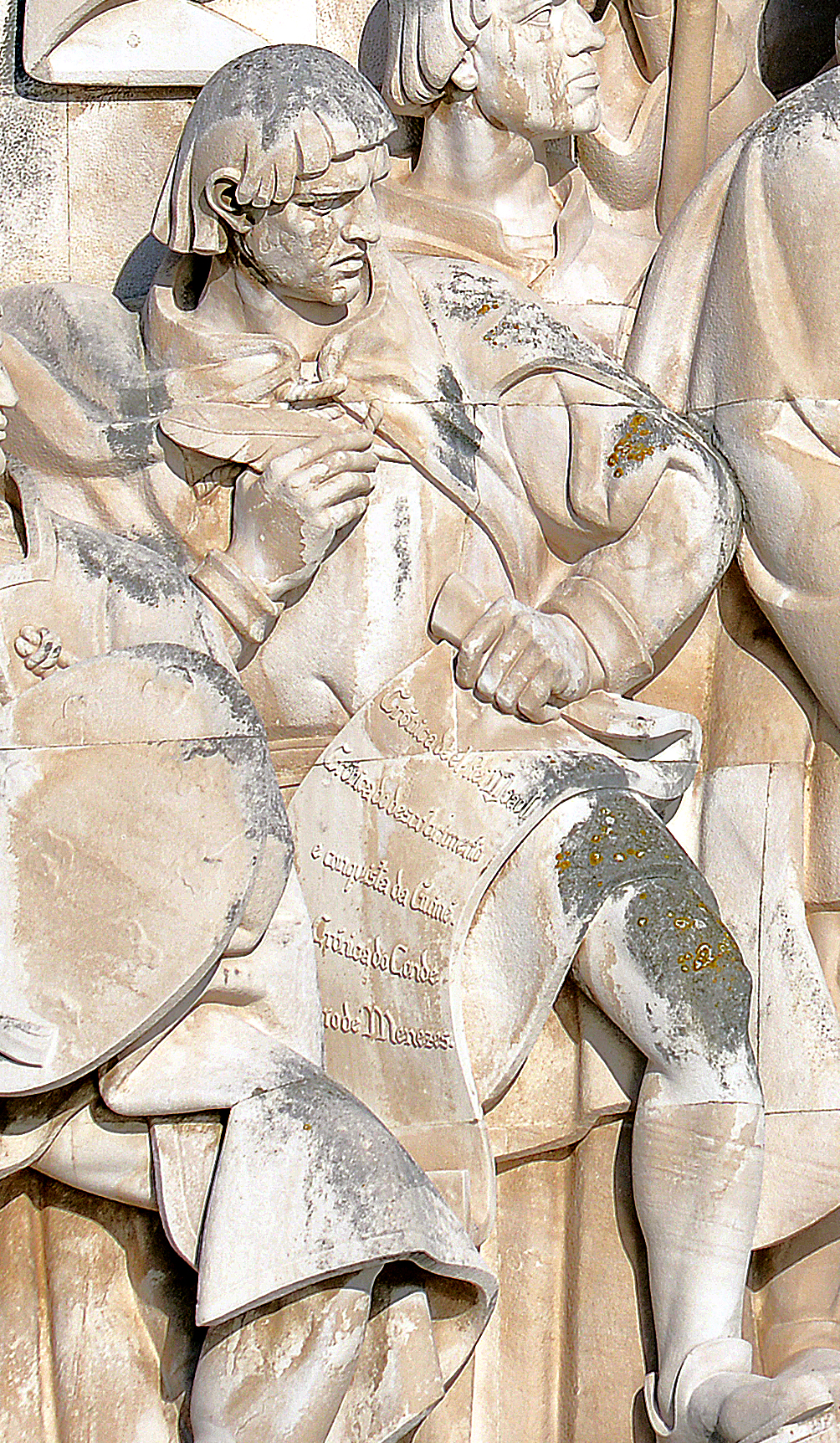
Gomes Eanes de Zurara no Padrão dos Descobrimentos, em Lisboa

A historiografia moderna, onde se perfilam autores como Veiga Simões, Duarte Leite, António José Saraiva, Vitorino Magalhães Godinho, José de Bragança, entre outros, tem vindo a descredibilizar extensivamente a obra de Gomes Eanes de Zurara, em larga medida, mercê do cariz manifestamente parcial e faccioso das suas redacções. Alguns historiadores modernos, como Alfredo Pinheiro Marques, na sua obra “A maldição da memória do Infante Dom Pedro”, inclusive categorizam os escritos de Zurara como "autênticos panegíricos" à imagem do infante D. Henrique, em muito ficando a dever à verdade factual.
Com efeito, contra a credibilidade da obra de Zurara pesam os extensivos plágios por si perpetrados, dentre os quais se destacam capítulos integrais do “Livro da Virtuosa Benfeitoria”, do infante D. Pedro, situação esmiuçada por Duarte Leite e ulteriormente também por Joaquim de Carvalho.
A isto acresce que há vários autores, com destaque para Alfredo Pinheiro Marques, que especulam que Zurara terá tido um papel activo na obliteração da memória histórica e do legado do infante D. Pedro, na medida em que Zurara se encontrava colado à facção política que se defrontou na batalha de Alfarrobeira contra o infante D. Pedro. Outro factor que impende negativamente sobre a probidade geral de Gomes Eanes de Zurara foi a sua participação activa num crime de falsificação de documentos régios, delito então punido com pena de morte.
Em 1479, D. João II, dois anos antes de assumir a coroa oficialmente, deu seguimento a uma devassa (investigação judicial) que desvendou abusos e aleivosias, perpetradas pela nobreza e pela Ordem de Cristo. Concretamente, no que é pertinente ao caso em apreço, descobriu-se que a duquesa de Viseu, D. Beatriz, viúva do infante D. Fernando, com ligações à ordem de Cristo, diligenciou no sentido de que fosse adscrito um documento falso a uma ordenação de D. Fernando de 1373, por forma a conferir à Ordem de Cristo total jurisdição sobre as cidades de Tomar, Pombal e Soure. Esse documento falsificado, provou-se no âmbito da sindicância judicial, teria sido forjado por Gomes Eanes de Zurara que, enquanto cronista-mor e guardador-mor da Torre do tombo, dispunha dos meios para perpetrar o crime e, enquanto assecla assumido da Ordem de Cristo, tinha o móbil. Zurara, já defunto à data do fim da investigação judicial, foi declarado culpado e condenado postumamente.
Na sua obra de 2016 “Stamped From The Beginning”, Ibram X. Kendi aponta as crónicas de Zurara como os primeiros escritos de cunho português, que qualificam os povos subsaarianos como pagãos arredados da fé cristã, que se encontravam à mercê da escravização, às mãos dos mais variados povos. Sendo certo que o próprio autor reconhece que é pouco provável que as obras de Zurara tenham tido significativa influência direta na enformação da mundividência portuguesa da época quanto à perceção dos povos subsaarianos, especialmente tendo em conta que se perderam nos arquivos em 1567. Além disso, o autor reconhece a possibilidade de muitos dos trechos da “Crónica dos Feitos da Guiné” que se debruçam a respeito dos escravos africanos serem integralmente plagiados por Zurara de autores mouros, dada a propensão de Zurara para fazer extensivos plágios e a considerável similitude de certos trechos, citando para o efeito outros autores que abordaram reflexamente esse assunto.